# Балагер (коммуна)
Балаге́р (фр. Balaguères, окс. Balaguèras) — коммуна во Франции, находится в регионе Окситания. Департамент коммуны — Арьеж. Входит в состав кантона Кастийон-ан-Кузеран. Округ коммуны — Сен-Жирон.
Код INSEE коммуны — 09035.

## Население
Население коммуны на 2008 год составляло 195 человек.
| 1962 | 1968 | 1975 | 1982 | 1990 | 1999 | 2008 |
| ---- | ---- | ---- | ---- | ---- | ---- | ---- |
| 314  | 314  | 267  | 223  | 209  | 192  | 195  |

## Экономика
В 2007 году среди 105 человек в трудоспособном возрасте (15—64 лет) 78 были экономически активными, 27 — неактивными (показатель активности — 74,3 %, в 1999 году было 61,9 %). Из 78 активных работали 74 человека (42 мужчины и 32 женщины), безработных было 4 (2 мужчины и 2 женщины). Среди 27 неактивных 8 человек были учащимися или студентами, 13 — пенсионерами, 6 были неактивными по другим причинам.